# Ordiv, Radehiv
Ordiv (în ucraineană Ордів) este un sat în comuna Bîșiv din raionul Radehiv, regiunea Liov, Ucraina.

## Demografie
Componența lingvistică a localității Ordiv
     Ucraineană (100%)
Conform recensământului din 2001, toată populația localității Ordiv era vorbitoare de ucraineană (100%).